# Pacific Ranges
Die Pacific Ranges sind eine Bergkette in der Provinz British Columbia in Kanada und der südlichste Teil des Gebirgszugs der Coast Mountains. Gelegentlich wird die Bergkette noch unterteilt in Northern Pacific Ranges  und Southern Pacific Ranges.
Die Pacific Ranges zieht sich in Nord-Süd-Richtung vom Fraser River Richtung Norden bis zum Burke Channel mit Bella Coola und dem Bella Coola Valley sowie in Ost-West-Richtung vom Interior Plateau nach Westen bis zur Küste hin.

## Physische Geographie
Entwässert wird das Gebiet durch Bella Coola River, Klinaklini River, Homathko River, Southgate River, Toba River, Squamish River, Lillooet River und Fraser River mit ihren jeweiligen Nebenflüssen.
In der Bergkette finden sich zahlreiche Berge, unter ihnen auch die höchste Erhebung in British Columbia, der Mount Waddington mit einer Höhe von 4019 m. Weitere Berge sind:
- Mount Waddington (4019 m)
- Mount Tiedemann (3838 m)
- Combatant Mountain (3762 m)
- Asperity Mountain (3723 m)
- Serra Peaks (3650 m)
- Monarch Mountain (3555 m)
- Damocles Peak (3507 m)
- Stiletto Peak (3395 m)
- Mount Tellot (3380 m)
- Mount Munday (3356 m)
- Mount Queen Bess (3298 m)
- Mount Good Hope (3242 m)
- Monmouth Mountain (3182 m)
- Mount Raleigh (3132 m)
- Mount Grenville (3126 m)
- Mount Gilbert (3124 m)
- Mount Winstone (3078 m)
- Mount Tatlow (3063 m)
- Taseko Mountain (3063 m)
- Rufous Mountain (3048 m)
- Skihist Mountain (2968 m)
- Silverthrone Mountain (2864 m)
- Mount Garibaldi (2678 m)

Um verschiedene Berge haben sich teilweise ausgedehnte Eiskappen gebildet. Die vier wichtigsten sind die um den Silverthrone Mountain (das Ha-Iltzuk-Eisfeld) und den Mount Waddington, das Homathko Icefield zwischen dem Homathko und dem Southgate River sowie das Lillooet-Eisfeld am Oberlauf des Lillooet River.